# Дасян
Дася́н (кит. упр. 大祥, пиньинь Dàxiáng) — район городского подчинения городского округа Шаоян провинции Хунань (КНР).

## История
В 1950 году урбанизированная часть уезда Шаоян была выделена в отдельный городской уезд Шаоян. В 1986 году городской уезд Шаоян был объединён с округом Шаоян в городской округ Шаоян.
В 1997 году разбиение Шаояна на районы было полностью изменено: старые районы были упразднены, а из 6 уличных комитетов бывшего Западного района и 6 волостей бывшего Пригородного района был образован район Дасян.

## Административное деление
Район делится на 9 уличных комитетов, 1 посёлjк и 2 волости.